# 薩薩里省
薩薩里省（義大利語：Provincia di Sassari）是意大利撒丁大区的一個省。面積7,692平方公里，2017年7月人口493,357人。首府薩薩里。下分92市鎮。2025年4月1日改制薩薩里廣域市。